# Тантон, Джон
Джон Тантон (англ. John H. Tanton; 23 февраля 1934 — 16 июля 2019) — американский офтальмолог, активист, сторонник снижения иммиграции в США. Является одним из основателей и председателей антиммиграционной организации: Федерации за реформу иммиграции в Америку (Federation for American Immigration Reform — FAIR). Был председателем U.S. English (организация) и ProEnglish. Основатель Social Contract Press, публикующей ежеквартальный журнал The Social Contract. Основатель про-евгенической организацию Общество за Генетическое Образование (англ. Society for Genetic Education).

## Биография
Родился в 1934 году в Детройте. В 1945 году семья переехала на ферму к северо-востоку от Бэй-Сити, штат Мичиган.
В 1956 году получил степень бакалавра химии в Мичиганском государственном университете, в 1960 году — степень доктора медицины в Мичиганском университете, а в 1964 году — степень магистра офтальмологии в Мичиганском университете.
Вел офтальмологическую практику в Петоски, штат Мичиган.

## Политическая деятельность
Тантон является сторонником сокращения иммиграции в Соединенные Штаты. Основател и покровительствует многим антииммиграционных некоммерческим организациям. Основал отделения Petoskey в Sierra Club и Planned Parenthood и на некоторое время стал национальным президентом Zero Population Growth. Не имея возможности заручиться поддержкой колледжей, в 1979 году основал некоммерческую Федерацию американской иммиграционной реформы (FAIR) при поддержке Уоррена Баффета и Юджина Маккарти. К 1983 году стал соучредителем U. S. English.
Кроме того, Тантон был соучредителем и принимал активное участие в американском фонде иммиграционного контроля, American Patrol/Voices of Citizens Together, American Patrol/Voices of Citizens Together и ProjectUSA. Пожертвования в фонды поступают через организацию U.S. Inc., [8][9], которая также поддерживает Scenic Michigan, International Dark-Sky Association, Foreign Policy Association’s Great Decisions Series, и Harbor Springs chapter of the North Country Trail Association. Тантон входит в Совет директоров организации Population-Environment Balance.
В 1990 году Тантон основал издательство «Social Contract Press». Кроме того, с 1998 года он является главным редактором журнала «The Social Contract».

## Семья
Женат на Мэри Лу Тантон. Она возглавляет U.S. Immigration Reform PAC .Она также является первым вице-президентом Scenic Michigan.